# Sédatifs en fréquences et sillons
Sédatifs en fréquences et sillons é o primeiro EP da banda Fly Pan Am, lançado a 23 de Outubro de 2000.
| Críticas profissionais                                                      | Críticas profissionais |
| Avaliações da crítica                                                       | Avaliações da crítica  |
| Fonte                                                                       | Avaliação              |
| --------------------------------------------------------------------------- | ---------------------- |
| allmusic                                                                    | [ 1 ]                  |
| Pitchfork                                                                   | (6.3/10)               |
| Esta tabela precisa de ser acompanhada por texto em prosa. Consulte o guia. |                        |

## Faixas
1. "De cercle en cercle, ressasser et se perdre dans l'illusion née de la production de distractions et multiplier la statique environnante!" – 14:34
2. "Éfférant/Afférant" – 11:02
3. "Micro Sillons" – 3:59

## Créditos
- Jonathan Parant – Guitarra
- Felix Morel – Bateria
- Roger Tellier-Craig – Guitarra
- J.S. Truchy – Baixo